# Rörlighetsdirektivet
Rörlighetsdirektivet, eller direktiv 2004/38/EG, även känt som direktivet om fri rörlighet, är ett europeiskt direktiv som reglerar unionsmedborgares och deras familjemedlemmars rätt att fritt röra sig och uppehålla sig inom Europeiska unionen. Direktivet utgör grunden för genomförandet av den fria rörligheten för personer, en av de fyra friheterna och en grundläggande rättighet enligt stadgan om de grundläggande rättigheterna. Det utfärdades av Europaparlamentet och Europeiska unionens råd den 29 april 2004, trädde i kraft den 30 april 2004 och skulle vara införlivat i medlemsstaternas nationella lagar och andra författningar senast den 30 april 2006. Direktivet ersatte nio tidigare direktiv.
Rörlighetsdirektivet fastställer en rad bestämmelser gällande unionsmedborgares och deras familjemedlemmars rätt till fri rörlighet, däribland rätten att fritt röra sig och tillfälligt eller permanent uppehålla sig inom medlemsstaternas territorium, samt begränsningar i dessa rättigheter med hänsyn till allmän ordning, allmän säkerhet eller folkhälsa. Direktivet hindrar inte medlemsstaterna från att ha mer förmånliga nationella bestämmelser. Direktivet påverkar inte heller kontrollen av resehandlingar vid de nationella gränserna; genomförandet av sådana gränskontroller regleras istället av Schengenregelverket.
Rörlighetsdirektivet är bindande för alla unionens medlemsstater. Därutöver är det även bindande för Island, Liechtenstein och Norge genom EES-avtalet; i detta sammanhang är dessa länder och deras medborgare därför likvärdiga med unionens medlemsstater respektive unionsmedborgare. Schweiz omfattas inte av direktivet, men tillämpar i viss utsträckning motsvarande bestämmelser genom ett bilateralt avtal med unionen.

## Tillkomst och genomförande
Förslaget till rörlighetsdirektivet presenterades av Europeiska kommissionen den 23 maj 2001. Huvudsyftet med förslaget var att konsolidera bestämmelserna från nio olika direktiv som vid denna tidpunkt reglerade den fria rörligheten för olika kategorier av personer, bland annat genom att låta bestämmelserna istället utgå ifrån det unionsmedborgarskap som hade införts genom Maastrichtfördraget den 1 november 1993. Därutöver syftade förslaget till att förenkla de formella kraven för att unionsmedborgare och deras familjemedlemmar skulle få uppehålla sig i andra medlemsstater, bland annat genom införandet av begreppet uppehållsrätt.
Rörlighetsdirektivet antogs i enlighet med medbeslutandeförfarandet, det vill säga Europaparlamentet och Europeiska unionens råd lagstiftade tillsammans. Direktivet utfärdades den 29 april 2004, offentliggjordes i Europeiska unionens officiella tidning den 30 april 2004 och trädde i kraft samma dag, en dag innan den stora utvidgningen av unionen ägde rum. Medlemsstaterna hade dock fram till den 30 april 2006 på sig att införliva direktivet i sina nationella lagar och andra författningar.
En granskning utförd av Europeiska kommissionen under 2008 visade dock på stora brister i medlemsstaternas införlivande av direktivet, särskilt vad gällde bestämmelserna om begränsningar i den fria rörligheten med hänsyn till allmän ordning eller allmän säkerhet samt bestämmelserna om möjliga åtgärder för att förhindra missbruk och bedrägerier, till exempel skenäktenskap. Bland bristerna återfanns även att den nationella lagstiftningen i flera fall inte uttryckligen garanterade unionsmedborgare rätten att få röra sig fritt mellan medlemsstaterna med ett nationellt identitetskort. I flera fall hade medlemsstaterna inte heller införlivat bestämmelserna om rättigheterna för unionsmedborgares familjemedlemmar på ett korrekt sätt.
Mot bakgrund av slutsatserna i granskningen tog kommissionen under första halvan av 2009 fram instruktioner för att vägleda medlemsstaterna i tolkningen av direktivets bestämmelser. Under 2011 inledde kommissionen överträdelseförfaranden mot Belgien, Cypern, Italien, Litauen, Malta, Polen, Spanien, Storbritannien, Sverige, Tjeckien, Tyskland och Österrike. Övriga medlemsstater anpassade den nationella lagstiftningen efter dialog med kommissionen. Under 2012 avgav kommissionen motiverade yttranden för Litauen, Storbritannien och Tjeckien, vilket var ytterligare ett steg mot att väcka talan om fördragsbrott vid EU-domstolen mot dessa medlemsstater.
I september 2010 kritiserades Frankrike av dåvarande kommissionsledamoten Viviane Reding för de utvisningsliknande transporterna av romer till Bulgarien och Rumänien, som hon ansåg bröt mot rörlighetsdirektivet och stadgan om de grundläggande rättigheterna.

## Rättslig grund
Rörlighetsdirektivet genomför bestämmelserna i unionens fördrag om den fria rörligheten för personer. Likt alla rättsakter var direktivet tvunget att ha en giltig rättslig grund i fördragen i enlighet med principen om tilldelade befogenheter för att kunna antas. Direktivet antogs med artiklarna 12, 18, 40, 44 och 52 i fördraget om upprättandet av Europeiska gemenskapen som rättslig grund, däribland
| ” | 1. Inom detta fördrags tillämpningsområde och utan att det påverkar tillämpningen av någon särskild bestämmelse i fördraget, skall all diskriminering på grund av nationalitet vara förbjuden. (...) | „ |
| – Artikel 12 i fördraget om upprättandet av Europeiska gemenskapen efter Nicefördragets ikraftträdande | |   |

| ” | 1. Varje unionsmedborgare skall ha rätt att fritt röra sig och uppehålla sig inom medlemsstaternas territorier, om inte annat följer av de begränsningar och villkor som föreskrivs i detta fördrag och i bestämmelserna om genomförande av fördraget. (...) | „ |
| – Artikel 18 i fördraget om upprättandet av Europeiska gemenskapen efter Nicefördragets ikraftträdande | |   |

| ” | Rådet skall enligt förfarandet i artikel 251 och efter att ha hört Ekonomiska och sociala kommittén utfärda direktiv eller förordningar i vilka de åtgärder anges som är nödvändiga för att genomföra den fria rörlighet för arbetstagare som definieras i artikel 39 (...) | „ |
| – Artikel 40 i fördraget om upprättandet av Europeiska gemenskapen efter Nicefördragets ikraftträdande | |   |

## Innehåll och bestämmelser
I korthet innebär rörlighetsdirektivet att unionsmedborgare och deras familjemedlemmar har rätt att röra sig fritt inom Europeiska unionen och, enligt vissa villkor och begränsningar, bosätta sig i en annan medlemsstat på samma villkor som de egna medborgarna i den medlemsstaten. Direktivet föreskriver minimibestämmelser och hindrar inte medlemsstaterna från att ha mer förmånliga regler.

### Förmånstagare
Rörlighetsdirektivet är tillämpligt på unionsmedborgare endast när de utövar sin rätt till fri rörlighet genom att till exempel resa till eller uppehålla sig i en annan medlemsstat än den de själva är medborgare i. Direktivet är även tillämpligt på dessa unionsmedborgares familjemedlemmar. Familjemedlem innefattar make eller maka, registrerad partner om registrerat partnerskap erkänns i den mottagande medlemsstaten samt tillhörande släktingar i rakt nedstigande led som är under 21 år och underhållsberättigade släktingar i rakt uppstigande led. Andra familjemedlemmar omfattas inte av rörlighetsdirektivets bestämmelser, men medlemsstaterna ska enligt direktivet underlätta inresa och uppehåll, i enlighet med nationell lagstiftning, även för personer som i ursprungslandet är beroende av eller bor hos unionsmedborgaren, som omhändertas av unionsmedborgaren på grund av allvarliga hälsoskäl eller som unionsmedborgaren har ett varaktigt vederbörligen bestyrkt förhållande med.
Enligt EU-domstolens rättspraxis omfattar den fria rörligheten make eller maka i samkönade äktenskap, även i de fall då den mottagande medlemsstaten inte erkänner sådana äktenskap.

### Rätt till in- och utresa
Enligt rörlighetsdirektivet har unionsmedborgare rätt att röra sig fritt mellan medlemsstaterna, utan några andra krav än innehav av en giltig resehandling (pass eller nationellt identitetskort). Medlemsstaterna är skyldiga att utfärda sådana resehandlingar till sina medborgare i detta syfte. Enligt EU-domstolens rättspraxis är kravet på innehav av en giltig resehandling en administrativ formalitet vars enda syfte är att möjliggöra för de nationella myndigheterna att fastställa innehavarens unionsmedborgarskap och därigenom personens rätt till fri rörlighet; en person utan pass eller nationellt identitetskort ska därför fortfarande tillåtas utöva sin rätt till fri rörlighet om unionsmedborgarskapet kan styrkas på annat sätt. Identitetshandlingar som inte fastställer innehavarens medborgarskap, till exempel körkort, är i allmänhet inte giltiga som resehandlingar. Dock kan enskilda medlemsstater ha generösare nationell lagstiftning, till exempel gäller förmånligare regler för nordiska medborgare inom den nordiska passunionen. Unionsmedborgare får inte åläggas skyldighet att inneha in- eller utresevisering, eller motsvarande formaliteter.
Även tredjelandsmedborgare som är familjemedlemmar till en unionsmedborgare har rätt att röra sig fritt mellan medlemsstaterna, utan några andra krav än innehav av en giltig resehandling (pass), om de följer med eller ansluter sig till unionsmedborgaren när denna utövar sin rätt till fri rörlighet. Tredjelandsmedborgare som normalt omfattas av visumkrav kan dock behöva inneha ett giltigt visum om de inte innehar ett giltigt uppehållskort eller någon annan handling som beviljar visumfrihet. I sådant fall ska visum utfärdas gratis genom ett påskyndat förfarande. Enligt direktivet ska familjemedlemmar som inte själva är unionsmedborgare ansöka om ett uppehållskort om de uppehåller sig mer än tre månader i en medlemsstat. Uppehållskortet ger innehavaren undantag från eventuella visumkrav. Med ett giltigt uppehållskort stämplas inte heller familjemedlemmens pass med in- eller utresestämplar vid gränskontroller.
Medlemsstaterna har möjlighet att kräva att unionsmedborgare och deras familjemedlemmar anmäler sin närvaro inom deras territorium inom ”rimlig och icke-diskriminerande tid”. För personer som bor på hotell görs detta normalt av hotellet. Om en person underlåter att uppfylla ett sådant krav, kan han eller hon åläggas ”proportionerliga och icke-diskriminerande sanktioner”, till exempel böter, men däremot inte utvisning.
Bestämmelserna om rätten till in- och utresa påverkar inte bestämmelserna om kontrollen av resehandlingar, som regleras av Schengenregelverket för de medlemsstater som omfattas av Schengensamarbetet och av nationell lagstiftning för övriga medlemsstater.

### Uppehållsrätt och permanent uppehållsrätt
Rörlighetsdirektivet innehåller bestämmelser om uppehållsrätt och permanent uppehållsrätt för unionsmedborgare och deras familjemedlemmar. Uppehållsrätt innebär att en person har rätt att uppehålla sig i en medlemsstat utan uppehållstillstånd.
Uppehållsrätten ger personen i fråga rätt att vistas inom en medlemsstats hela territorium. Den territoriella räckvidden får begränsas endast i den mån den även har begränsats för de egna medborgarna.

#### Uppehållsrätt i högst tre månader
Enligt rörlighetsdirektivet har unionsmedborgare rätt att uppehålla sig i upp till tre månader i en annan medlemsstat än den där han eller hon är medborgare, utan några andra krav än innehav av en giltig resehandling (pass eller nationellt identitetskort). Familjemedlemmar, som inte själva är unionsmedborgare, har rätt att uppehålla sig i samma medlemsstat om de innehar ett giltigt pass.
Uppehållsrätten kan gå förlorad endast om en unionsmedborgare och dennes eventuella familjemedlemmar utgör en belastning för den mottagande medlemsstatens sociala biståndssystem och unionsmedborgaren varken är anställd, egenföretagare eller arbetssökande i medlemsstaten. I så fall kan de bli utvisade, dock först efter att en helhetsbedömning har gjorts av den belastning som personerna skulle utgöra för hela det nationella sociala biståndssystemet mot bakgrund av de enskilda omständigheterna i de berördas situation.

#### Uppehållsrätt i mer än tre månader
Under vissa villkor har unionsmedborgare även rätt att uppehålla sig mer än tre månader i en annan medlemsstat än den där han eller hon är medborgare. Detta gäller om personen
- är anställd eller egenföretagare i den mottagande medlemsstaten,
- har tillräckliga tillgångar för sig själv och sin familj för att inte bli en belastning för den mottagande medlemsstatens sociala biståndssystem under vistelsen, samt har en heltäckande sjukförsäkring som gäller i den mottagande medlemsstaten, eller
- bedriver studier eller genomgår en yrkesutbildning vid en erkänd institution, samt har en heltäckande sjukförsäkring som gäller i den mottagande medlemsstaten och avger en förklaring eller motsvarande om att han eller hon har tillräckliga tillgångar för sig själv och sin familj för att inte bli en belastning för den mottagande medlemsstatens sociala biståndssystem under vistelsen.

Därutöver åtnjuter en arbetssökande uppehållsrätt i upp till sex månader under förutsättning att han eller hon har en verklig möjlighet att få en anställning. Arbetstagare är i detta sammanhang ett vitt begrepp som bland annat innefattar personer som deltidsarbetar och samtidigt studerar.
Familjemedlemmar till ovanstående unionsmedborgare har rätt att uppehålla sig i samma medlemsstat under samma tid oavsett om de själva är unionsmedborgare eller inte. De har även rätt att ta anställning eller inleda verksamhet som egenföretagare. För studenter som åtnjuter uppehållsrätt enligt den tredje punkten ovan innefattar familjemedlem i detta fall dock inte underhållsberättigade släktingar i rakt uppstigande led.
Om en unionsmedborgare upphör att vara anställd eller egenföretagare behåller personen i fråga ändå sin status som anställd eller egenföretagare om han eller hon
- har drabbats av tillfällig arbetsoförmåga på grund av sjukdom eller olycksfall,
- har drabbats av ofrivillig arbetslöshet efter mer än ett års anställning och har anmält sig som arbetssökande vid en behörig arbetsförmedling, eller
- inleder en yrkesutbildning.

Även personer som blir arbetslösa inom tolv månader har rätt att behålla sin status som arbetstagare i ytterligare minst sex månader. Familjemedlemmar som åtnjuter uppehållsrätt genom en unionsmedborgare kan, under vissa villkor, bibehålla sin uppehållsrätt efter skilsmässa eller om unionsmedborgaren i fråga avlider eller lämnar medlemsstaten.
Medlemsstaterna har möjlighet att kräva att personer som uppehåller sig längre än tre månader registrerar sig hos ansvariga myndigheter. Utöver giltig resehandling får myndigheterna endast kräva att personen uppvisar de handlingar som styrker att han eller hon åtnjuter uppehållsrätt, till exempel ett anställningsavtal. De ansvariga myndigheterna ska enligt rörlighetsdirektivet utfärda ett bevis om registrering. Motsvarande bestämmelser gäller för familjemedlemmar som är unionsmedborgare. Andra familjemedlemmar måste ansöka om uppehållskort.
Uppehållsrätten kan gå förlorad endast om en unionsmedborgare och dennes eventuella familjemedlemmar inte längre uppfyller villkoren för uppehållsrätt, till exempel genom att utgöra en belastning för den mottagande medlemsstatens sociala biståndssystem och utan att unionsmedborgaren är anställd, egenföretagare eller arbetssökande i medlemsstaten i fråga. I så fall kan de bli utvisade, dock först efter att en helhetsbedömning har gjorts av den belastning som personerna skulle utgöra för hela det nationella sociala biståndssystemet mot bakgrund av de enskilda omständigheterna i de berördas situation.

#### Permanent uppehållsrätt
Enligt rörlighetsdirektivet erhåller unionsmedborgare och deras familjemedlemmar permanent uppehållsrätt efter att ha uppehållit sig lagligt i en medlemsstat under minst fem år. Under denna period får personen i fråga ha lämnat medlemsstaten under kortare perioder, som inte får överstiga sex månader per år mer än i undantagsfall (till exempel vid graviditet eller allvarlig sjukdom). En person kan erhålla permanent uppehållsrätt redan innan fem år har förlöpt om personen i fråga
- har varit anställd eller egenföretagare, men går i pension,
- har varit anställd eller egenföretagare i den mottagande medlemsstaten i minst två år, men har slutat arbeta till följd av permanent arbetsoförmåga, eller
- har varit anställd eller egenföretagare i den mottagande medlemsstaten i minst tre år, men har blivit anställd eller egenföretagare i en annan medlemsstat, dock med bibehållen bostad i den mottagande medlemsstaten.

Unionsmedborgare och tredjelandsmedborgare som åtnjuter permanent uppehållsrätt har rätt att erhålla ett intyg om permanent uppehållsrätt respektive ett permanent uppehållskort.
Permanent uppehållsrätt innebär en ovillkorlig rätt att uppehålla sig i den mottagande medlemsstaten. En person med permanent uppehållsrätt behöver framför allt inte uppfylla de krav för uppehållsrätt som normalt gäller för uppehåll i mer än tre månader. Permanent uppehållsrätt kan i regel endast gå förlorad efter frånvaro i medlemsstaten i fråga i mer än två på varandra följande år. En person med permanent uppehållsrätt får utvisas endast om personen i fråga utgör ett allvarligt hot mot allmän ordning eller allmän säkerhet. En unionsmedborgare som har uppehållit sig i en medlemsstat i minst tio år får endast utvisas av tvingande hänsyn till allmän säkerhet. Perioder under vilken en person sitter i fängelse kan i regel varken tillgodoräknas när permanent uppehållsrätt fastställs eller när tioårsperioden för skydd mot utvisning beräknas.

### Likabehandling
Rörlighetsdirektivet fastslår att personer med uppehållsrätt ska åtnjuta samma behandling i den mottagande medlemsstaten som de egna medborgarna i den medlemsstaten, inom de områden som omfattas av unionsrätten. Såvida det inte rör sig om anställda eller egenföretagare i den mottagande medlemsstaten eller deras familjemedlemmar har en medlemsstat dock rätt att begränsa tillgången till socialt bistånd under uppehållets första tre månader (för arbetssökande i upp till sex månader), samt tillgången till studiebidrag och studielån för personer som inte åtnjuter permanent uppehållsrätt.

### Begränsningar med hänsyn till allmän ordning, allmän säkerhet eller folkhälsa
Den fria rörligheten för personer kan enligt rörlighetsdirektivet begränsas endast med hänsyn till allmän ordning, allmän säkerhet eller folkhälsa. Sådan hänsyn får inte tjäna ekonomiska syften.
Medlemsstaterna är fria att utifrån nationella behov definiera den exakta innebörden av allmän ordning och allmän säkerhet. I regel omfattar allmän säkerhet både inre säkerhet och yttre säkerhet med syftet att upprätthålla en medlemsstats territoriella integritet, medan allmän ordning vanligtvis tolkas som förhindrande av störande av samhällsordningen. Begränsningar med hänsyn till allmän ordning eller allmän säkerhet måste alltid beakta omständigheterna i varje enskilt fall och får endast ske om vederbörandes personliga beteende utgör ett verkligt, faktiskt och tillräckligt allvarligt hot mot grundläggande samhällsintressen. De får inte ske av allmänpreventiv hänsyn. Enligt EU-domstolens rättspraxis ska varje möjlighet till begränsning av den fria rörlighet för personer tolkas restriktivt. En unionsmedborgare får utvisas (och beläggas med återreseförbud) endast för uppförande som är straffbart enligt lagstiftningen i den mottagande medlemsstat, till exempel vid brott, eller när andra konkreta åtgärder vidtas för att förhindra sådant uppförande. Tidigare straffdomar får inte i sig utgöra skäl för att begränsa en persons rätt till fri rörlighet.
Endast i mycket restriktiva fall får den fria rörligheten för personer begränsas med hänsyn till folkhälsa. Sådana åtgärder får endast motiveras av någon av de sjukdomar som är epidemiska enligt Världshälsoorganisationen eller någon annan smittsam infektions- eller parasitsjukdom för vilken skyddsåtgärder även gäller de egna medborgarna i den berörda medlemsstaten. Sjukdomar som uppstår mer än tre månader efter att en person har bosatt sig i en medlemsstat får enligt direktivet inte utgöra skäl för att utvisa personen i fråga. Om det finns starkt grundade skäl får medlemsstaterna inom tre månader efter inresan kräva att en person med uppehållsrätt genomgår en kostnadsfri hälsoundersökning med syfte att fastställa att han eller hon inte lider av en epidemisk sjukdom. Sådana hälsoundersökningar får dock inte göras rutinmässigt.

## Territoriellt tillämpningsområde
|  | Europeiska unionen |

|  | Länder som omfattas av EES-avtalet |

|  | Schweiz |

Rörlighetsdirektivet omfattar alla unionens medlemsstater som unionsrätt, samt Island, Liechtenstein och Norge genom EES-avtalet. Schweiz omfattas inte av direktivet, men tillämpar i viss utsträckning motsvarande bestämmelser genom ett bilateralt avtal med Europeiska unionen. Storbritannien omfattades av direktivet fram till den 1 januari 2021 i enlighet med avtalet om Storbritanniens utträde ur Europeiska unionen.

### Europeiska unionen och dess medlemsstater
I egenskap av direktiv behövde medlemsstaterna införliva rörlighetsdirektivet på nationell nivå för att dess bestämmelser skulle få full rättsverkan. Senast den 30 april 2006, två år efter att direktivet hade trätt i kraft, skulle alla medlemsstater ha införlivat det.

### Övriga EES-länder och Schweiz
Som rättsakt av betydelse för EES-avtalet beslutade gemensamma EES-kommittén den 7 december 2007 att införliva direktivet i avtalet med syfte att även göra det bindande för Island, Liechtenstein och Norge. Island, Liechtenstein och Norge anmälde dock alla att vissa konstitutionella ändringar skulle vara nödvändiga på nationell nivå för att kommitténs beslut skulle kunna träda i kraft. Den 29 augusti 2008, den 9 juni 2008 respektive den 9 januari 2009 anmälde Island, Liechtenstein och Norge att alla nödvändiga konstitutionella ändringar hade antagits. I enlighet med EES-avtalets bestämmelser trädde gemensamma EES-kommitténs beslut i kraft den 1 mars 2009 och direktivet blev därmed också tillämpligt för Island, Liechtenstein och Norge. Fram till dess gällde fortfarande de tidigare bestämmelserna enligt de tidigare direktiven om fri rörlighet för personer.
Även om rörlighetsdirektivet inte är tillämpligt i Schweiz, som står utanför både Europeiska unionen och EES-avtalet, gäller i viss utsträckning motsvarande bestämmelser genom ett bilateralt avtal med unionen. Schweiziska medborgare och deras familjemedlemmar omfattas dock inte av uppehållsrätt vid vistelser och anställningar på mer än tre månader, utan måste då ansöka om uppehållstillstånd.